# Patelloida inquilinus
Patelloida inquilinus is een slakkensoort uit de familie van de Lottiidae. De wetenschappelijke naam van de soort is voor het eerst geldig gepubliceerd in 1913 door Preston.